# Partitions musicales du XIXe siècle de la librairie musicale de l'UNC Chapel Hill
La librairie musicale de l'université de Caroline du Nord à Chapel Hill contient une collection d'environ 3 500 titres vocaux et instrumentaux du XIXe siècle de musique populaire américaine,,,,. La collection a été numérisée et étiquetée pour une navigation et une recherche plus simple. 